# Bệnh viện Tai Mũi Họng Trung ương
Bệnh viện Tai Mũi Họng Trung ương là bệnh viện công lập chuyên khoa hàng đầu về điều trị bệnh tai mũi họng, đặt tại Hà Nội, Việt Nam 
Bệnh viện có tên dịch ra tiếng Anh là National Otorhinorarynology Hospital of Vietnam, viết tắt là NOH.
Bệnh viện đặt tại số 78 đường Giải Phóng, phường Phương Mai, quận Đống Đa, thành phố Hà Nội.

## Các khoa phòng chuyên môn
Hiện nay bênh viện có các khoa phòng chuyên môn sau :
Khối lâm sàng:
- Khoa Khám bệnh
- Khoa Phẫu thuật - Gây mê - Hồi sức
- Khoa Cấp cứu
- Khoa Ung bướu
- Khoa Tai - Mũi - Họng trẻ em
- Khoa Tai - Tai thần kinh
- Khoa Mũi xoang
- Khoa Thanh học
- Khoa Phẫu thuật chỉnh hình
- Khoa Nội soi
- Khoa Miễn dịch - Dị nguyên

Khối cận lâm sàng:
- Khoa Xét nghiệm tổng hợp
- Khoa Thính học và thăm dò chức năng
- Khoa Chẩn đoán hình ảnh
- Khoa Dược
- Khoa Kiểm soát nhiễm khuẩn
- Khoa Dinh dưỡng
- Trung tâm Ung bướu và Phẫu thuật đầu cổ
- Trung tâm đào tạo - Chỉ đạo tuyến